# Livredning
 For alternative betydninger, se Livredning (flertydig). (Se også artikler, som begynder med Livredning)
Begrebet livredning bruges om at redde menneskeliv ved drukneulykker og varetages af en livredder. I Danmark skelner man mellem bassinlivreddere (i svømmehaller og lignende) og kystlivredning.
At være livredder kræver god fysisk form og løbende træning. Livredning er derfor også en sportsgren, som i Danmark varetages af Dansk Svømmeunion. Danmark har haft flere internationale mestre i livredning, bl.a. Jacob Carstensen.
Livredning som sport og som færdighed er i stor vækst både i eksisterende svømmeklubber, men også nye forninger - Livredderklubber, dukker i disse år op. Livredderklubberne har typisk tilbud for både børn og voksne.

## Ekstern henvisning
- Livredning - Dansk Svømmeunion

### Livredderklubber i Danmark
- Københavns LivredderKlub
- Livredderklub Midtjylland
- Lolland Falster Livredderklub
- Cold Hawaii KystlivredderKlub Arkiveret 30. marts 2019 hos  Wayback Machine